# Stazione di Contigliano
La stazione di Contigliano è una stazione ferroviaria posta sulla linea Terni-Sulmona. Serve il centro abitato di Contigliano e dista circa 1,5 km dal centro storico del paese.

## Storia

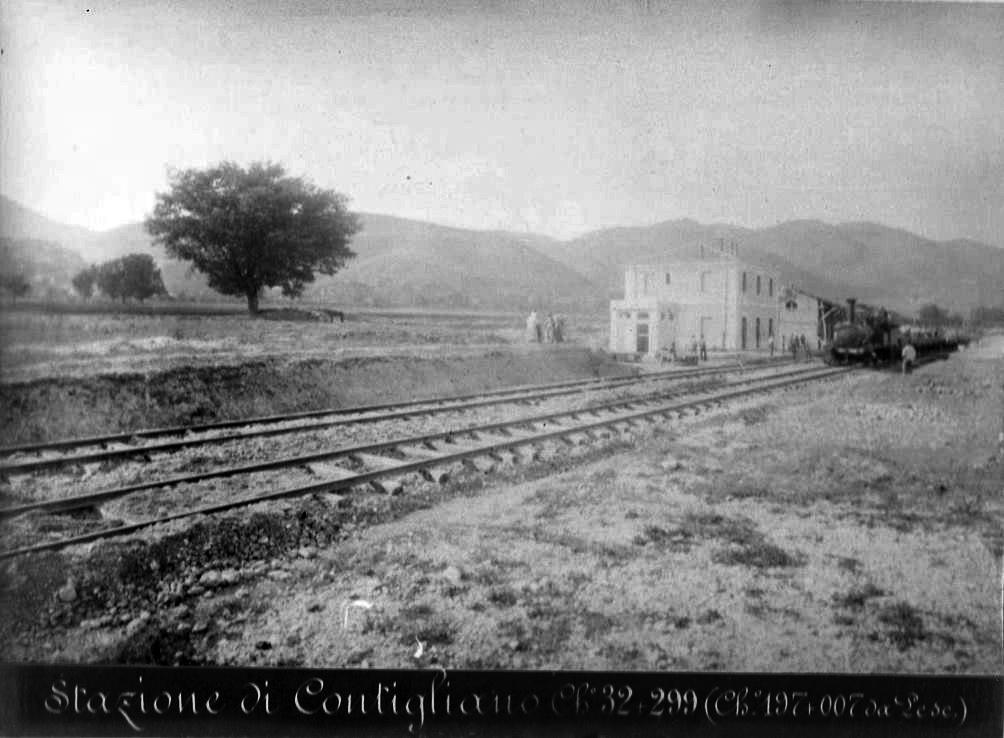
La stazione poco tempo prima della sua inaugurazione

La stazione venne inaugurata il 30 ottobre 1883, con l'apertura del tratto Rocca di Corno - Terni che completava la linea ferroviaria. Il passaggio della ferrovia Rieti-Terni per Contigliano, con un tracciato che rimaneva ai piedi dei monti Sabini invece di attraversare per obliquo la Piana Reatina, venne molto sollecitato dal deputato contiglianese Luigi Solidati Tiburzi, richiesta che fu accolta con favore dall'ingegnere Emilio Mentegazza delle Strade Ferrate Meridionali perché evitava il passaggio in una parte della Piana acquitrinosa e spesso soggetta a malaria, mentre permetteva di costruire una stazione della quale avrebbero beneficiato anche i comuni di Monte San Giovanni, Salisano, Montenero e Cottanello e in generale tutti gli abitati posti lungo la strada provinciale Tancia che da Poggio Mirteto conduce a Contigliano e Rieti.
Il 3 ottobre 1936, nei pressi di questa stazione, ebbe luogo il grave incidente ferroviario di Contigliano, nel quale due automotrici si scontrarono frontalmente (per un errore dovuto probabilmente al capostazione di Rieti) causando almeno 15 vittime e 69 feriti, tra cui l'intera rosa dell'A.S. L'Aquila.

## Strutture e impianti
Il fabbricato viaggiatori è a due piani; il piano terra ospita la sala d'attesa, dove si trova una panchina e la bacheca con l'orario dei treni, mentre il piano superiore è attualmente inutilizzato. Sulla facciata del fabbricato si trova la targa con l'altitudine della stazione, una targa apposta nel centenario della costruzione della ferrovia Terni-L'Aquila (che riporta il discorso pronunciato dal sindaco di Contigliano il giorno dell'inaugurazione, nel quale si auspica la costruzione della ferrovia Rieti-Passo Corese) e una targa a memoria dell'incidente ferroviario di Contigliano, posta nell'ottantesimo anniversario della tragedia.
In un piccolo edificio separato si trovavano i servizi igienici, oggi chiusi. La stazione disponeva anche di uno scalo merci, sul lato in direzione Terni; è ancora visibile il binario tronco mentre il fabbricato merci è stato demolito. All'esterno della stazione si trova un piazzale che funge da parcheggio.
Il piazzale interno si compone di due binari passanti: il primo è in tracciato deviato, il secondo è quello di corretto tracciato. Ciascuno di essi è servito da una propria banchina, una ampia posta sul lato esterno del primo binario e un'altra più stretta posta tra i due binari, entrambe della lunghezza di 91 metri. È inoltre presente un tronchino, lato Terni, in disuso ma ancora collegato alla linea.

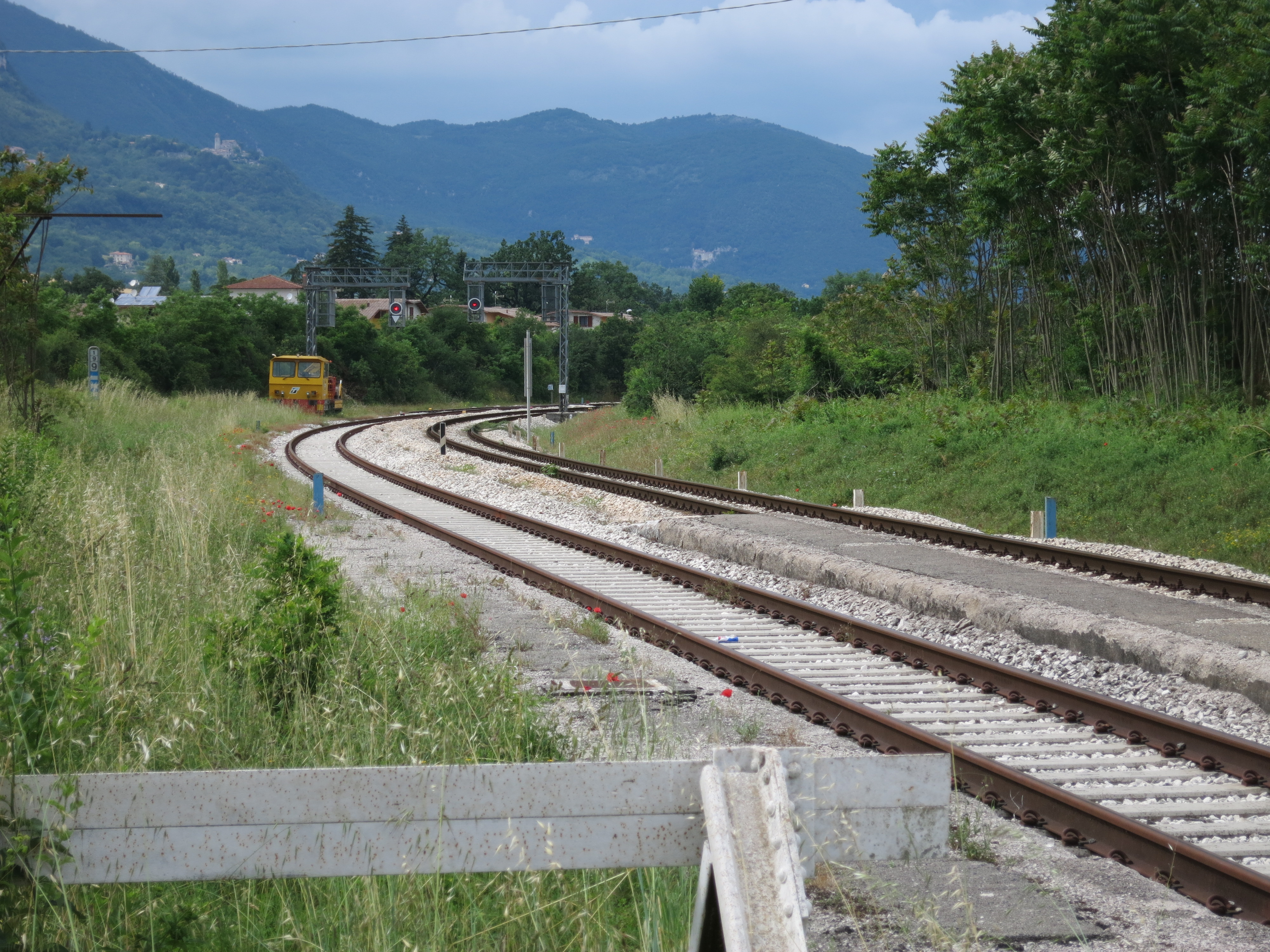
Il binario tronco dello scalo merci sul lato Terni, ricoperto dall'erba
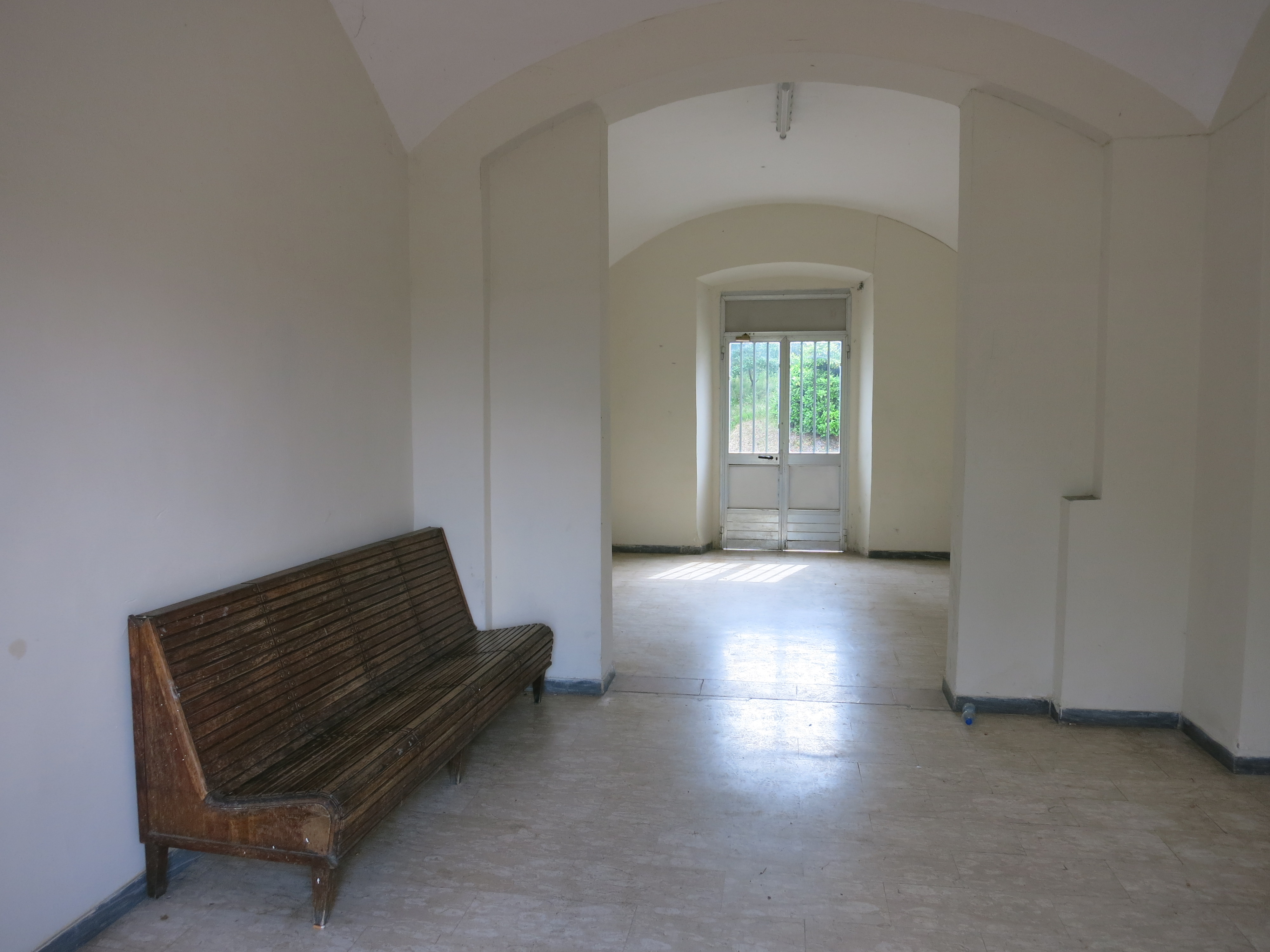
La sala d'attesa
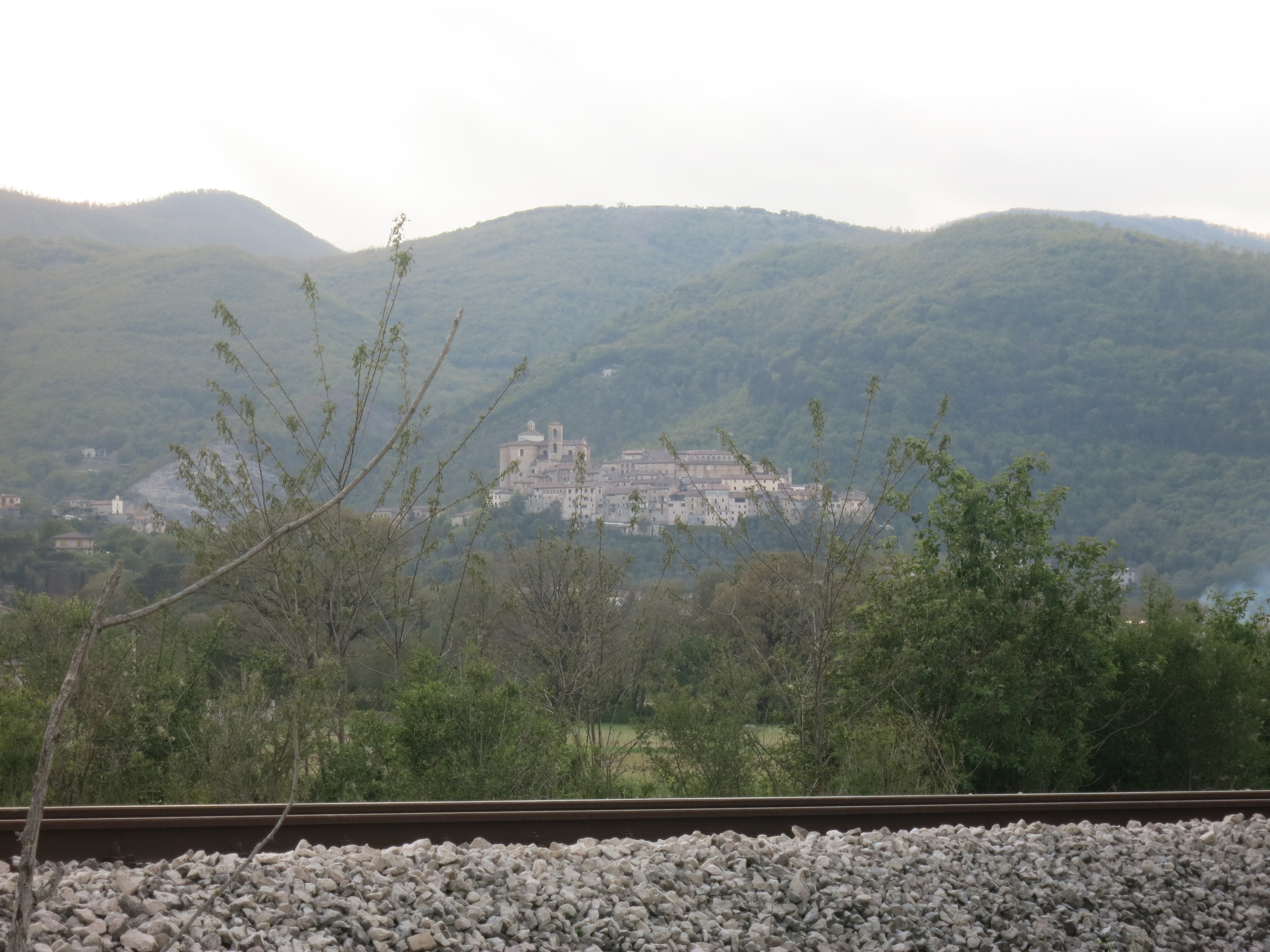
Il paese di Contigliano sullo sfondo della ferrovia

## Movimento

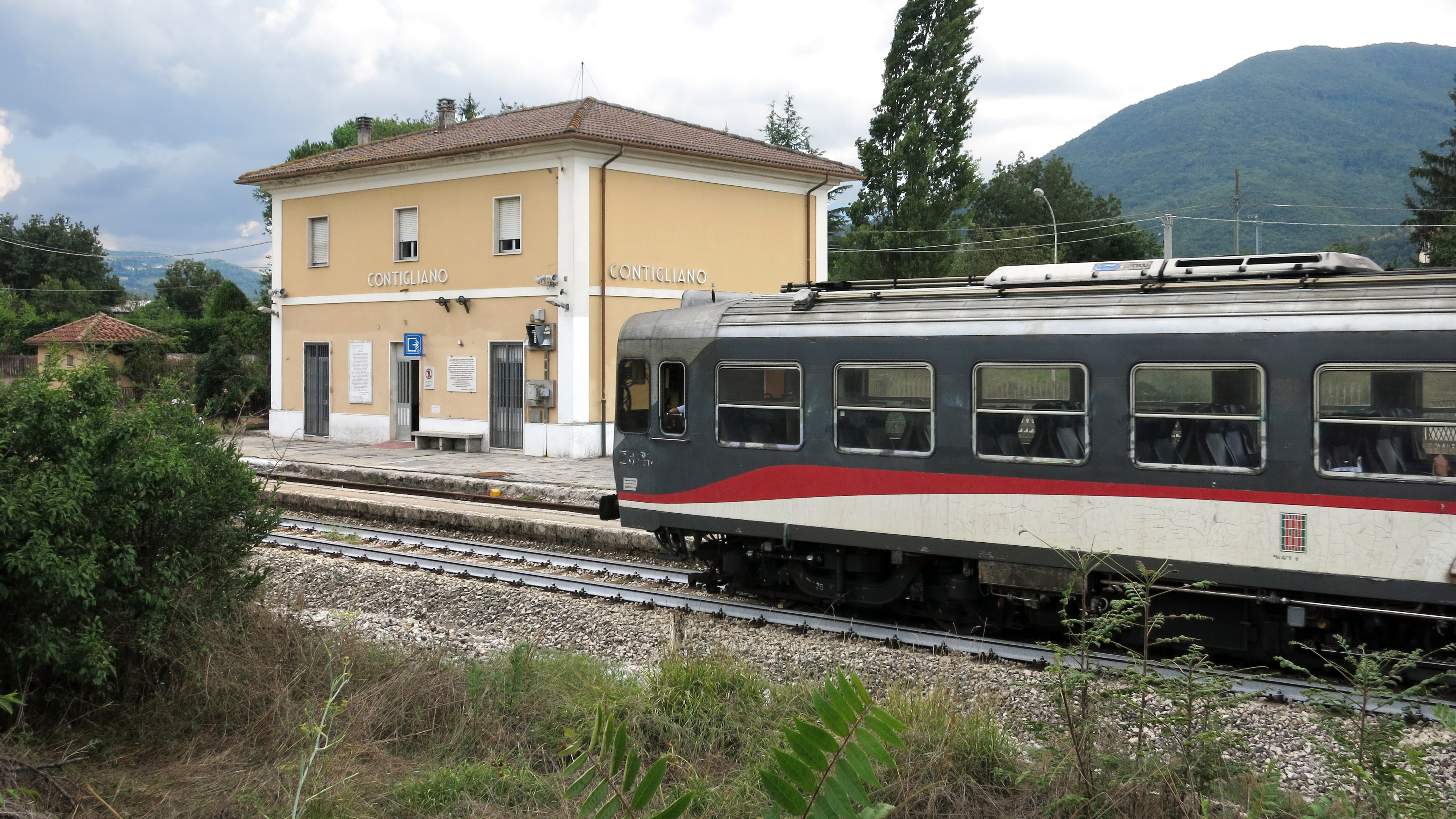
Una ALn 776 in arrivo alla stazione

La stazione è servita dai treni regionali di Busitalia (ex FCU), nell'ambito del contratto di servizio stipulato tra Trenitalia e la regione Lazio. Il servizio è svolto per mezzo di automotrici ALn 776. Nella stazione fermano la maggior parte dei treni in transito.